# 沛可球場

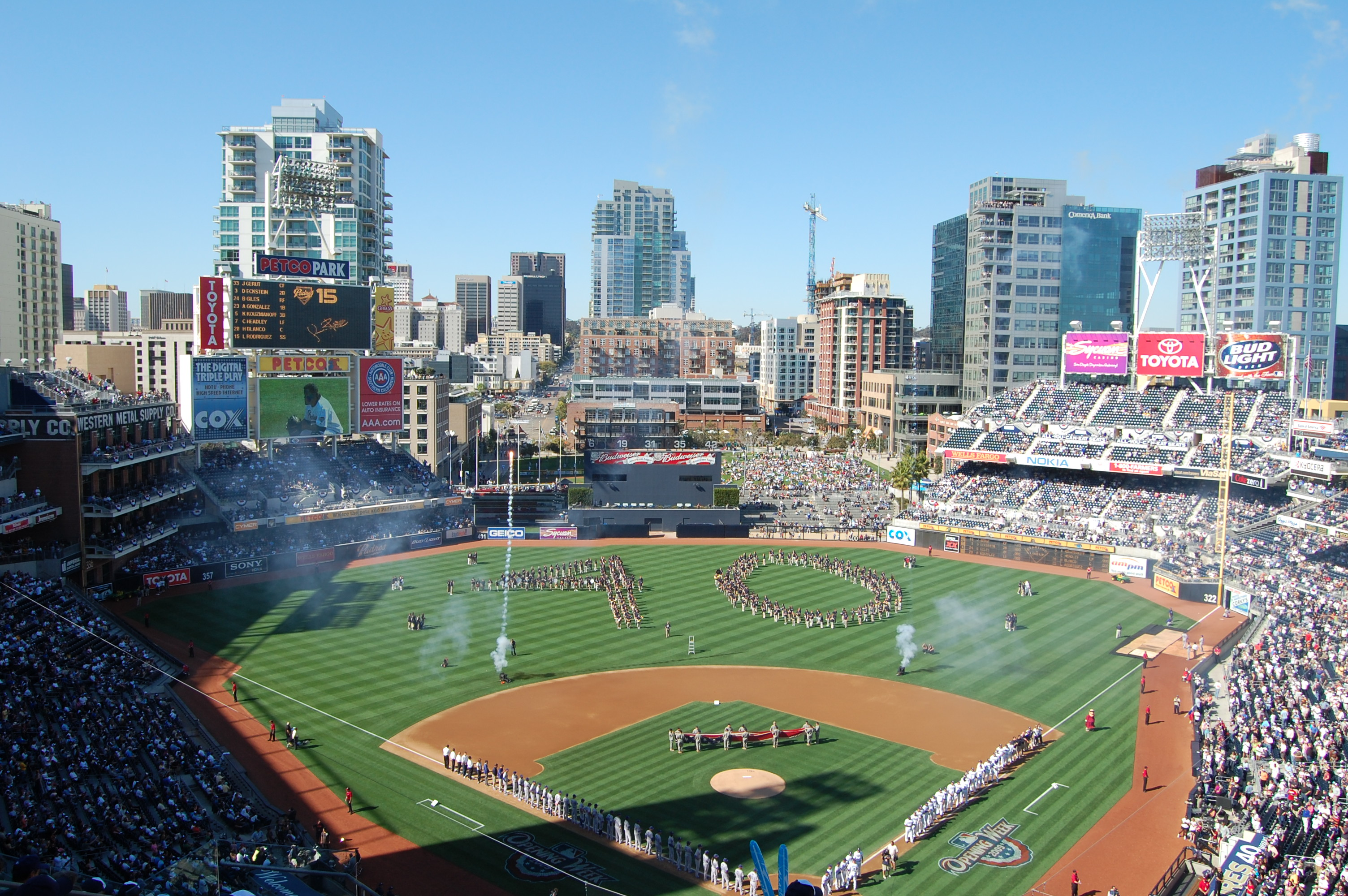
沛可公園球場，2009年

沛可球場（英語：Petco Park）是一座位於美國加利福尼亞州聖地牙哥的棒球場，也是美國職業棒球大聯盟聖地牙哥教士的主場，2004年4月8日完工啟用。2006年世界棒球經典賽的決賽在此舉行。
總公司位於聖地牙哥的Petco寵物用品公司於球場興建計畫時取得至2026年為止冠名權。

## 外部連結
- Stadium site on padres.com （页面存档备份，存于）